# Årets fotbollsspelare i England (PFA)

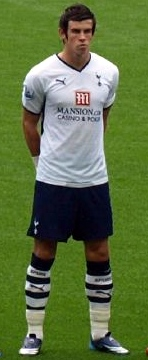
Gareth Bale tilldelades utmärkelsen för säsongen 2010/2011 samt även för 2012/2013

Årets fotbollsspelare i England (PFA) (Professional Footballers' Association Players' Player of the Year), oftast Spelarnas pris till Årets spelare eller enbart Årets PFA spelare, är en årlig utmärkelse som tilldelas den som av spelarorganisationen PFA:s medlemmar anses ha varit den bäste fotbollsspelaren under säsongen i engelsk fotboll. Priset har delats ut sedan säsongen 1973/74 då den förste att få utmärkelsen var Leeds Uniteds mittback Norman Hunter.
Fotbollsjournalister (FWA) delar ut en likadan utmärkelse till årets fotbollsspelare i England, för den utmärkelsen se Årets fotbollsspelare i England (FWA).

## Vinnare
Inberäknat säsongen 2023/24 så har utmärkelsen delats ut vid 51 tillfällen till 44 olika vinnare, sex spelare har vunnit utmärkelsen två gånger. 
Tabellen nedan indikerar även då den vinnaren till utmärkelsen tilldelats ytterligare en eller fler utmärkelser under samma säsong i engelsk fotboll, till exempel, fotbollsjournalisternas FWA:s utmärkelse Årets fotbollsspelare i England (FWA) (FWA), PFA Supportrars pris Årets fotbollsspelare i England (FPY)  och PFA Årets Unge Fotbollsspelare (YPY).

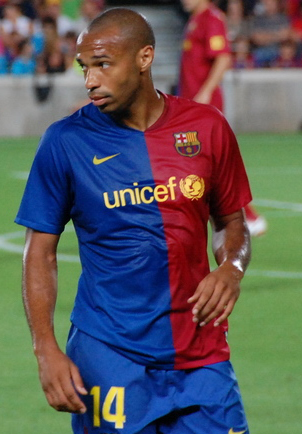
Thierry Henry var den förste att tilldelas utmärkelsen två säsonger i följd.

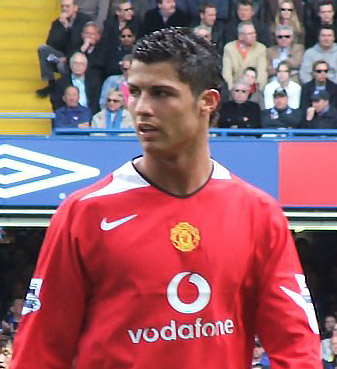
Cristiano Ronaldo vann även han utmärkelsen två säsonger i följd, säsongerna 2006/07 och 2007/08.

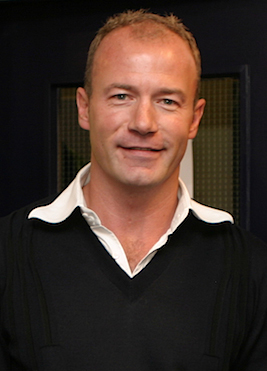
Alan Shearer har vunnit utmärkelsen två gånger.

| År        |               | Spelare             | Klubb             | Vann även     | Noteringar |
| --------- | ------------- | ------------------- | ----------------- | ------------- | --- |
| 1973/1974 | England       | Norman Hunter       | Leeds United      |               | |
| 1974/1975 | England       | Colin Todd          | Derby County      |               | |
| 1975/1976 | Nordirland    | Pat Jennings        | Tottenham Hotspur |               | Den förste icke-engelske vinnaren, öckså den förste att vinna både PFA och FWA utmärkelse som årets spelare, då han vunnit FWA utmärkelse 1973. |
| 1976/1977 | Skottland     | Andy Gray           | Aston Villa       | YPY           | Förste att vinna två spelar utmärkelser samma säsong.                                                                                           |
| 1977/1978 | England       | Peter Shilton       | Nottingham Forest |               | |
| 1978/1979 | Irland        | Liam Brady          | Arsenal           |               | Förste spelare utanför Storbritannien (United Kingdom) att få utmärkelsen.                                                                      |
| 1979/1980 | England       | Terry McDermott     | Liverpool         | FWA           | Förste spelare att vinna både PFA:s och FWA:s utmärkelse samma säsong.                                                                          |
| 1980/1981 | Skottland     | John Wark           | Ipswich Town      |               | |
| 1981/1982 | England       | Kevin Keegan        | Southampton       |               | |
| 1982/1983 | Skottland     | Kenny Dalglish      | Liverpool         | FWA           | |
| 1983/1984 | Wales         | Ian Rush            | Liverpool         | FWA           | |
| 1984/1985 | England       | Peter Reid          | Everton           |               | |
| 1985/1986 | England       | Gary Lineker        | Everton           | FWA           | |
| 1986/1987 | England       | Clive Allen         | Tottenham Hotspur | FWA           | |
| 1987/1988 | England       | John Barnes         | Liverpool         | FWA           | |
| 1988/1989 | Wales         | Mark Hughes         | Manchester United |               | |
| 1989/1990 | England       | David Platt         | Aston Villa       |               | |
| 1990/1991 | Wales         | Mark Hughes         | Manchester United |               | Förste spelare att vinna utmärkelsen för andra gången.                                                                                          |
| 1991/1992 | England       | Gary Pallister      | Manchester United |               | |
| 1992/1993 | Irland        | Paul McGrath        | Aston Villa       |               | |
| 1993/1994 | Frankrike     | Eric Cantona        | Manchester United |               | Förste vinnaren utanför det brittiska öarna. |
| 1994/1995 | England       | Alan Shearer        | Blackburn Rovers  |               | |
| 1995/1996 | England       | Les Ferdinand       | Newcastle United  |               | |
| 1996/1997 | England       | Alan Shearer        | Newcastle United  |               | Förste spelare att vinna utmärkelsen med två olika klubbar.                                                                                     |
| 1997/1998 | Nederländerna | Dennis Bergkamp     | Arsenal           | FWA           | |
| 1998/1999 | Frankrike     | David Ginola        | Tottenham Hotspur | FWA           | |
| 1999/2000 | Irland        | Roy Keane           | Manchester United | FWA           | |
| 2000/2001 | England       | Teddy Sheringham    | Manchester United | FWA           | |
| 2001/2002 | Nederländerna | Ruud van Nistelrooy | Manchester United | FPY           | |
| 2002/2003 | Frankrike     | Thierry Henry       | Arsenal           | FWA, FPY      | Förste spelare att vinna tre spelarutmärkelser under en och samma säsong.                                                                       |
| 2003/2004 | Frankrike     | Thierry Henry       | Arsenal           | FWA, FPY      | Förste spelare att vinna utmärkelsen två år i rad.                                                                                              |
| 2004/2005 | England       | John Terry          | Chelsea           |               | |
| 2005/2006 | England       | Steven Gerrard      | Liverpool         |               | |
| 2006/2007 | Portugal      | Cristiano Ronaldo   | Manchester United | FWA, FPY, YPY | Förste spelare att vinna fyra spelarutmärkelser under en och samma säsong.                                                                      |
| 2007/2008 | Portugal      | Cristiano Ronaldo   | Manchester United | FWA, FPY      | |
| 2008/2009 | Wales         | Ryan Giggs          | Manchester United |               | |
| 2009/2010 | England       | Wayne Rooney        | Manchester United | FWA, FPY      | |
| 2010/2011 | Wales         | Gareth Bale         | Tottenham Hotspur |               | |
| 2011/2012 | Nederländerna | Robin van Persie    | Arsenal           | FWA, FPY      | |
| 2012/2013 | Wales         | Gareth Bale         | Tottenham Hotspur | FPY, YPY, FWA | Tredje spelare att vinna minst tre spelarutmärkelser under en och samma säsong.                                                                 |
| 2013/2014 | Uruguay       | Luis Suárez         | Liverpool         | FWA, FSF      | Förste sydamerikanen och förste icke-europé att vinna utmärkelsen                                                                               |
| 2014/2015 | Belgien       | Eden Hazard         | Chelsea           | FWA           | |
| 2015/2016 | Algeriet      | Riyad Mahrez        | Leicester City    |               | Första afrikanen att vinna utmärkelsen. |
| 2016/2017 | Frankrike     | N'Golo Kanté        | Chelsea           | FWA           | |
| 2017/2018 | Egypten       | Mohamed Salah       | Liverpool         | FWA           | Andra afrikanen att vinna utmärkelsen. |
| 2018/2019 | Nederländerna | Virgil van Dijk     | Liverpool         |               | |
| 2019/2020 | Belgien       | Kevin De Bruyne     | Manchester City   |               | |
| 2020/2021 | Belgien       | Kevin De Bruyne     | Manchester City   |               | |
| 2021/2022 | Egypten       | Mohamed Salah       | Liverpool         | FWA           | |
| 2022/2023 | Norge         | Erling Haaland      | Manchester City   | FWA, FPY      | |
| 2023/2024 | England       | Phil Foden          | Manchester City   | FWA           | |

Förkortningar:
YPY   = PFA:s Årets Unge Spelare (PFA:s Young Player of the Year)
 FPY   = Supportrarnas pris till årets spelare (PFA) (FPA:s Fan's Player of the Year award)
FWA = Fotbollsjournalisternas (FWA) utmärkelse till Årets Spelare

## Summering av vinnarna

### Spelare som har vunnit fler än en gång
| Spelare           | Land      | Antal gånger | Vinnande år          |
| ----------------- | --------- | ------------ | -------------------- |
| Mark Hughes       | Wales     | 2            | 1988/1989, 1990/1991 |
| Alan Shearer      | England   | 2            | 1994/1995, 1996/1997 |
| Thierry Henry     | Frankrike | 2            | 2002/2003, 2003/2004 |
| Cristiano Ronaldo | Portugal  | 2            | 2006/2007, 2007/2008 |
| Gareth Bale       | Wales     | 2            | 2010/2011, 2012/2013 |
| Kevin De Bruyne   | Belgien   | 2            | 2019/2020, 2020/2021 |

### Vinnare per land
| Land          | Antal vinnare | Vinnande år |
| ------------- | ------------- | --- |
| England       | 19            | 1973/1974, 1974/1975, 1977/1978, 1979/1980, 1981/1982, 1984/1985, 1985/1986, 1986/1987, 1987/1988, 1989/1990, 1991/1992, 1994/1995, 1995/1996, 1996/1997, 2000/2001, 2004/2005, 2005/2006, 2009/2010, 2023/2024 |
| Wales         | 6             | 1983/1984, 1988/1989, 1990/1991, 2008/2009, 2010/2011, 2012/2013 |
| Frankrike     | 5             | 1993/1994, 1998/1999, 2002/2003, 2003/2004, 2016/2017 |
| Nederländerna | 4             | 1997/1998, 2001/2002, 2011/2012, 2018/2019 |
| Belgien       | 3             | 2014/2015, 2019/2020, 2020/2021 |
| Irland        | 3             | 1978/1979, 1992/1993, 1999/2000 |
| Skottland     | 3             | 1976/1977, 1980/1981, 1982/1983 |
| Portugal      | 2             | 2006/2007, 2007/2008 |
| Nordirland    | 1             | 1975/1976 |
| Uruguay       | 1             | 2013/2014 |
| Algeriet      | 1             | 2015/2016 |
| Egypten       | 1             | 2017/2018 |
| Norge         | 1             | 2022/2023 |

### Vinnare per klubb
| Klubb             | Antal vinnare | Vinnande år |
| ----------------- | ------------- | --- |
| Manchester United | 11            | 1988/1989, 1990/1991, 1991/1992, 1993/1994, 1999/2000, 2000/2001, 2001/2002, 2006/2007, 2007/2008, 2008/2009, 2009/2010 |
| Liverpool         | 7             | 1979/1980, 1982/1983, 1983/1984, 1987/1988, 2005/2006, 2013/2014, 2018/2019                                             |
| Tottenham Hotspur | 5             | 1975/1976, 1986/1987, 1998/1999, 2010/2011, 2012/2013                                                                   |
| Arsenal           | 5             | 1978/1979, 1997/1998, 2002/2003, 2003/2004, 2011/2012                                                                   |
| Manchester City   | 4             | 2019/2020, 2020/2021, 2022/2023, 2023/2024                                                                              |
| Chelsea           | 3             | 2004/2005, 2014/2015, 2016/2017                                                                                         |
| Aston Villa       | 3             | 1976/1977, 1989/1990, 1992/1993                                                                                         |
| Everton           | 2             | 1984/1985, 1985/1986 |
| Newcastle United  | 2             | 1995/1996, 1996/1997 |
| Leeds United      | 1             | 1973/1974 |
| Derby County      | 1             | 1974/1975 |
| Nottingham Forest | 1             | 1977/1978 |
| Ipswich           | 1             | 1980/1981 |
| Southampton       | 1             | 1981/1982 |
| Blackburn Rovers  | 1             | 1994/1995 |
| Leicester City    | 1             | 2015/2016 |